# وجبی، شهرداری گریبسکو
وجبی (به دانمارکی: Vejby) یک منطقهٔ مسکونی در دانمارک است که در شهرداری گریبسکو واقع شده‌است. وجبی ۱٬۰۷۸ نفر جمعیت دارد.